# Воан, Сара
Сара Во́ан, Воэн, транскрипционное чтение — /vɔːn/, Воон (Sarah Vaughan, прозвище — Sassy; 27 марта 1924[…], Ньюарк, Нью-Джерси — 3 апреля 1990[…], Хидден-Хиллз, Калифорния) — американская джазовая певица, одна из наиболее известных в XX веке. Премия «Грэмми» в номинации «Лучшая джазовая вокалистка» (1982).

## Биография
Отец Сары Воан был по профессии плотником, играл на гитаре и фортепиано. Мать была прачкой и пела в церковном хоре. Семья Воан была глубоко религиозной и принимала активное участие в жизни местной баптистской общины. В возрасте 7 лет Сара начала петь в баптистском церковном хоре и обучаться игре на фортепиано. Систематического музыкального образования не получила. С раннего возраста взращивала в себе любовь к популярной музыке, благодаря пластинкам и радио.
Звезда Сары Воан взошла в 1942 году. На протяжении последующих трёх лет она работала в бигбэндах, затем приступила к сольной карьере. Лучшие ранние записи: Mean to me (1945), Body and soul (1946), Once in a while (1947), Ain’t misbehavin’ (1950), East of the sun (1950). Со второй половины XX века в основном выступала в джазовых клубах, на сцене появлялась редко. В 1967—1972 годах не выступала. Вернулась к публичной активности в 1970-e годы, гастролировала более чем в 60 странах мира, широко записывалась. Наряду с джазовым репертуаром охотно исполняла популярную музыку, в том числе пела песни Леграна (1972), Сондхейма (Send In the Clowns, из мюзикла 1973 года), Линса (Love dance, 1982) и др. За запись гершвиновских «стандартов» с Лос-Анджелесским симфоническим оркестром (под управлением М. Тилсона Томаса) была удостоена премии «Грэмми» (1982).
Воан возражала, когда её называли джазовой певицей: она считала, что её стилевой диапазон шире. Умерла в возрасте 66 лет от рака лёгких.

## Вокал
С годами голос Сары Воан становился глубже, а исполнительский стиль усложнялся, балансируя на грани изысканности и манерности. Свой уникальный голос она считала своеобразным музыкальным инструментом — слова исполняемых песен и их значение играли для неё подчинённую роль. Для её вокального стиля характерны глиссандо, охватывающие октаву и более широкие интервалы.